# Massachusetts State Police
La Massachusetts State Police (MSP) è la polizia dello stato del Massachusetts.

## Storia
Fu fondata il 16 maggio 1865 dall'allora Governatore del Massachusetts John Albion Andrew. La sua fondazione rappresenta il primo corpo di polizia statale degli Stati Uniti d'America.

## Gradi
La gerarchia della Massachusetts State Police è la seguente:
| Grado                  | Distintivo di grado |
| ---------------------- | ------------------- |
| Colonel (1)            |                     |
| Lieutenant Colonel (4) |                     |
| Major (14)             |                     |
| Detective Captain      |                     |
| Captain (32)           |                     |
| Detective Lieutenant   |                     |
| Lieutenant (191)       |                     |
| Sergeant (341)         |                     |
| Trooper First Class    |                     |
| Trooper (1,608)        |                     |
| Probationary Trooper   |                     |
| State Police Trainee   |                     |

## Composizione etnica
Al giugno 2000, la Massachusetts State Police presentava la seguente composizione etnica:
- Uomini: 91%
- Donne: 9%
- Bianchi: 89%
- Afroamericani: 11%

La MSP è uno dei pochi corpi di polizia di stato americani in cui la percentuale di agenti di etnia afroamericana (11%) è maggiore della percentuale sulla popolazione dello stato (6.97%).

## Cultura di massa
- Matt Damon nel film di Martin Scorsese del 2006, The Departed, interpreta un poliziotto corrotto della MSP.
- In Mystic River i detective interpretati da Kevin Bacon e Laurence Fishburne fanno parte della MSP.